# Thuế khoán
Thuế khoán, còn gọi là thuế trọn gói, thuế theo đầu người là một loại thuế có giá trị cố định đánh vào tất cả các cá nhân. Loại thuế này buộc mỗi cá nhân phải nộp cho chính phủ một khoản tiền như nhau không phân biệt khả năng thu nhập, tích lũy, tiêu dùng...của họ. Thuế thân hay còn gọi là thuế đinh ở Việt Nam đánh trên mỗi nam giới trưởng thành trước đây chính là một sắc thuế khoán.

## Tác động của thuế khoán
Các loại thuế khác gây ra sự thay đổi về giá tương đối giữa các loại hàng hóa (ví dụ nếu như đánh thuế gạo thì gạo trở nên đắt tương đối so với vải) và do đó gây ra tổn thất vô ích (hoặc còn gọi là gánh nặng quá mức) nghĩa là số tiền mà chính phủ thu được từ thuế ít hơn độ thỏa dụng mất đi của người tiêu dùng (do thuế làm tăng giá nên người tiêu dùng phải tiêu dùng ít đi). Trái lại, thuế khoán không gây ra sự thay đổi về giá cả tương đối giữa các sản phẩm nên nó có hiệu quả kinh tế hơn so với các loại thuế khác vì để chính phủ thu được một số tiền thuế bằng nhau thì thuế khoán sẽ làm độ thỏa dụng của tất cả các cá nhân giảm đi ít hơn so với các loại thuế khác.

## Các vấn đề khi áp dụng thuế khoán
Thuận lợi
Thuế khoán rất dễ tính toán, quản lý do đó chính phủ tiêu tốn ít chi phí để thu thuế hơn và giảm thiểu được gian lận thuế vì nó đơn giản chỉ là một số tiền cố định đánh vào tất cả các cá nhân (tất nhiên có trường hợp một số cá nhân có thể được miễn thuế ví dụ người có thu nhập quá thấp hay tàn tật, mất khả năng lao động....).
Khó khăn
Thuế khoán vi phạm nguyên tắc công bằng dọc vì mọi cá nhân đều phải nộp thuế bằng nhau không phân biệt mức thu nhập của họ, ảnh hưởng của thuế khoán đến các cá nhân có mức thu nhập khác nhau cũng khác nhau và dĩ nhiên đối với người thu nhập thấp thì ảnh hưởng rất lớn. Do vậy thuế khoán gặp phải sự phản đối của người đóng thuế, đặc biệt là người đóng thuế có thu nhập không cao, nó chỉ khả thi khi mức thuế đủ nhỏ và khi đó số tiền thuế mà chính phủ thu được cũng không nhiều. Muốn loại trừ điều này chỉ có cách đánh thuế theo mức thu nhập của từng cá nhân nhưng nếu làm như thế các cá nhân lại điều chỉnh hành vi làm việc và tiết kiệm của mình đồng thời thuế khoán mất đi bản chất của nó. Hơn nữa thuế khoán dường như đánh vào sự tồn tại của con người, người đóng thuế sẽ cảm thấy rằng sự tồn tại của bản thân bị chính phủ sở hữu. Trên khía cạnh khác, mặc dù mỗi cá nhân đóng thuế với mức giống nhau nhưng những gì họ nhận lại được từ chính phủ lại khác nhau. Chính vì vậy trên thực tế thuế khoán cho dù hiệu quả kinh tế hơn các loại thuế khác và khá phổ biến trong quá khứ nhưng hầu như không được áp dụng trong thời hiện đại.
Năm 1990, chính phủ Anh dưới thời bà Margaret Thatcher đã áp dụng thuế khoán (miễn thuế đối với người có thu nhập thấp và người không có khả năng lao động) nhưng gặp phải sự phản đối kịch liệt thậm chí dẫn đến bạo động của dân chúng và đã bị bãi bỏ năm 1993 bởi chính phủ của thủ tướng John Major.